# براريق القرص البصري
براريق القرص البصري (أو دي دي) هي كريات من البروتينات المخاطية وعديدات السكاريد المخاطية التي تتكلس بشكل تدريجي داخل القرص البصري. يُعتقد أنها بقايا جهاز النقل المحواري العائد إلى عصبونات الشبكية المتحللة. أشارت المراجع أيضًا إلى براريق القرص البصري بالأقراص غير السوية أو الشاذة خلقيًا، والوذمة الحليمية الكاذبة، والالتهاب العصبي الكاذب، وبراريق القرص الدفينة وأجسام القرص الهيالينية.

## التشخيص

### التشخيص التفريقي
يكتشف معظم المرضى إصابتهم ببراريق القرص البصري عن طريق المصادفة. من الهام للغاية تمييز براريق القرص البصري عن غيرها من الحالات المتسمة بارتفاع القرص البصري، على وجه الخصوص وذمة حليمة العصب البصري، التي قد تشير إلى ارتفاع الضغط داخل القحف أو وجود الأورام. قد تتظاهر وذمة حليمة العصب البصري الحقيقية مع إفرازات أو بقع قطنية صوفية، على العكس من براريق القرص البصري. تتميز حدود القرص البصري بعدم انتظامها في حالات براريق القرص البصري إلا أنها تحافظ على وضوحها نظرًا إلى غياب تورم الألياف العصبية الشبكية. يمكن ملاحظة النبضية الوريدية العفوية لدى ما يقارب 80 في المئة من المرضى المصابين ببراريق القرص البصري، إذ تغيب هذه النبضات في حالات وذمة القرص الحقيقية. تشمل الحالات المحتملة المسببة لارتفاع القرص والواجب استبعادها كلًا من: الجر الهياليني، والنسيج الدبقي فوق الحليمي، وارتشاح الصلبة، والجر الحليمي الزجاجي ومد البصر المرتفع. تشمل الاضطرابات ذات الصلة بارتفاع القرص البصري كلًا من: متلازمة ألاجيل، ومتلازمة داون، واعتلال ليبر العصبي الوراثي البصري ومتلازمة الوحمة الزهمية.  

## التدبير
يجب على المرضى المصابين ببراريق القرص البصري البقاء تحت المراقبة الدورية من خلال تنظير قاع العين، واختبارات حدة سنيلين، وحساسية التباين، ورؤية اللون، وضغط العين وعتبة الساحة البصرية. بالنسبة لأولئك المصابين بحالات عجز في الساحة البصرية، يُوصى استخدام التصوير المقطعي للترابط البصري من أجل متابعة ثخانة الطبقة الليفية العصبية. يجب فحص المريض أيضًا للكشف عن أي حالات مرضية مصاحبة مثل الأثلام وعائية الشكل والتهاب الشبكية الصباغي. ارتبط كل من شدة براريق القرص البصري ودرجة ارتفاع الضغط داخل العين مع خسارة الساحة البصرية. لا يوجد أي علاج مقبول على نطاق واسع لاستخدامه مع براريق القرص البصري، على الرغم من لجوء بعض الأطباء إلى وصف القطرات العينية المصممة لتقليل الضغط داخل العين ما يخفف نظريًا من الجهد الميكانيكي على ألياف القرص البصري. في بعض الحالات النادرة، قد تتطور الأغشية المشيمية حديثة التوعي بجوار القرص البصري ما يهدد بتطور النزيف وتندب الشبكية. قد يسمح العلاج بالليزر، أو العلاج الضوئي الدناميكي أو غيره من العلاجات الناشئة في منع حدوث هذه المضاعفات.